# WASP-50
WASP-50 — звезда в созвездии Эридана на расстоянии приблизительно 750 световых лет от нас. Вокруг звезды обращается, как минимум, одна планета.

## Характеристики
WASP-50 была открыта с помощью орбитальной обсерватории Hipparcos в ходе проекта Tycho. Официальное открытие звезды было совершено 1997 году в рамках публикации каталога Tycho. Наименование звезды в этом каталоге — TYC 5290-462-1. В настоящий момент более распространено наименование WASP-50, данное командой исследователей из проекта SuperWASP.
WASP-50 по своим характеристикам очень напоминает наше Солнце. Это жёлтый карлик с умеренной хромосферной активностью, масса и радиус которого равны 91 % и 88 % солнечных соответственно. Температура поверхности звезды составляет около 5400 кельвинов. Возраст звезды оценивается приблизительно в 7 миллиардов лет.

## Планетная система
В 2011 году группой астрономов, работающих в рамках программы SuperWASP, было объявлено об открытии планеты WASP-50 b в системе. Это типичный горячий юпитер, обращающийся близко к своей родительской звезде — на расстоянии 0,029 а.е. Масса и размеры планеты лишь ненамного больше юпитерианских. Открытие планеты было совершено транзитным методом.